# Прачики
Прачики (рос. Прачики) —український старшинський, пізніше дворянський рід.

## Походження
Нащадки Степана Тимофійовича Праченка, сотника Сосницького (1676).

## Опис герба
У червоному полі зрубаний пень з п'ятьма суками: трьома з правого боку, і двома з лівого. На цей пень поставлений срібний хрест (Нечуя ІІ).
Та сама фігура на нашоломнику між двома орлиними крилами. Щит увінчаний дворянським нашоломником і короною. Намет на щиті червоний, підкладений сріблом.